# Keisha Castle-Hughes
Keisha Castle-Hughes (født 24. marts 1990) er en New Zealandsk tv- og filmskuespiller.
Hendes far er australsk og hendes mor er maori. Castle-Hughes blev født i Australien, men flyttede til New Zealand, da hun var fire år gammel. Hun er bedst kendt for rollen som den identitetssøgende lille maoripige i Whale Rider fra 2002, blev hun nomineret til en Oscar for bedste kvindelige hovedrolle. Hun har også gæsteoptrådt i en episode af Legend of the Seeker i den anden sæson.